# Duplex radiotransceiver
 For alternative betydninger, se Radio (flertydig). (Se også artikler, som begynder med Radio)
En duplex radiotransceiver eller tovejs radio er et apparat, hvor radiomodtager og -sender er bygget sammen i én enhed, så to-vejskommunikation muliggøres. Ofte kaldes apparatet blot for radio. Ordet er en sammentrækning af de engelske transmitter (sender) og receiver (modtager).
Teknikken anvendes til radiotelefoni og mobiltelefoner. (Fuld-dupleks – det vil sige, hvor man kan tale og lytte på samme tid).
Størrelse og udformning varierer afhængig af brugen.

## Walkie-talkie
Betegner mindre håndholdte modeller (walkie-talkie), typisk halv-dupleks (tale eller lytte skiftevis), der anvendes til kommunikation med en central eller mellem apparaterne.
Walkie-talkie findes også i udgaver, der ikke kræver særskilt licens.

## Amatør-radio
I den anden ende af størrelsesskalaen kan være amatørradioer, der har mange forskellige funktioner, men kræver licens for at kunne benyttes.

## VHF-radio
Er tranceivere til maritimt brug.